# Ophyx
Ophyx là một chi bướm đêm thuộc họ Erebidae.

## Loài
- Ophyx eurrhoa Lower, 1903
- Ophyx ochroptera Guenée, 1852
- Ophyx pseudoptera Lower, 1903